# Małgorzata Szumowska
Małgorzata Szumowska  (pronunciació en : /[mawɡɔˈʐata ʂuˈmɔfska]/) (Cracòvia, 26 de febrer de 1973) és una directora, guionista i productora de cinema polonesa.
La seva pel·lícula de 2013 W imię... va rebre el premi Teddy a la millor pel·lícula al 63è Festival Internacional de Cinema de Berlín i el Gran Premi al 32è Festival Internacional de Cinema d'Istanbul. La seva pel·lícula Ciało va ser seleccionada per a la secció competitiva del 65è Festival Internacional de Cinema de Berlín i Szumowska va acabar guanyant-hi l'Os de Plata a la millor direcció. El 2018, va rebre el Gran Premi del Jurat al 68è Festival Internacional de Cinema de Berlín per la seva pel·lícula Twarz.

## Trajectòria
Szumowska va passar dos anys estudiant història de l'art a la Universitat Jagellònica abans de començar els seus estudis de cinema. Es va graduar a l'Escola Nacional de Cinema de Łódź, que compta amb antics alumnes com Andrzej Wajda, Roman Polanski i Krzysztof Kieślowski. Com a estudiant, Szumowska va fer un curtmetratge que va ocupar el 14è lloc de la història de l'Escola de Cinema de Łódź. Cisza («Silenci») és un curtmetratge documental en què Szumowska intenta plasmar la vida planera d'una família rural polonesa.
El 2001 es va convertir en membre de l'Acadèmia del Cinema Europeu. El 2016 va ser membre del jurat encapçalat per Meryl Streep al 66è Festival Internacional de Cinema de Berlín. El 2018 també va ser membre del jurat encapçalat per Guillermo del Toro a la 75a Mostra Internacional de Cinema de Venècia.
El 2020, la seva pel·lícula codirigida amb Michał Englert, Śniegu już nigdy nie będzie, va ser seleccionada com a proposta polonesa per a l'Oscar a la millor pel·lícula de parla no anglesa als Premis Oscar de 2020.